# Congress Hotel am Stadtpark
Koordinaten: 52° 22′ 30,2″ N, 9° 46′ 15,9″ O
Das Congress Hotel am Stadtpark in Hannover ist das am hannoverschen Stadtpark gelegene Hotel als Teil des Hannover Congress Centrums (HCC). Der Y-förmige Hochhaus-Bau im Stadtteil Zoo findet sich unter der Adresse Clausewitzstraße 6 in 30175 Hannover.

## Geschichte
Das Congress Hotel am Stadtpark entstand im Zusammenhang mit den Anfang der 1970er Jahre erfolgten Bemühungen der Stadtverwaltung Hannover, die Stadthalle und die dieser angegliederten Saalbauten wie etwa die
Niedersachsenhalle und die Eilenriedehalle zu einem Kongresszentrum aufzuwerten. Zu diesem Zweck wurde eigens der Bebauungsplan 597 aufgestellt, der im August 1972 rechtskräftig wurde. Gegen den Widerstand zahlreicher Bürger, des Niedersächsischen Heimatbundes und vieler Hoteliers wurde in den Jahren ab 1971 das Hotelhochhaus nach Plänen des Architekten Kurt Haarstick gebaut und am 29. August 1974 eröffnet. Das Hotel war bei seiner Fertigstellung einer der modernsten Bauten in Europa.
Der Gebäudekomplex aus Stadthalle, Ausstellungs- und Veranstaltungsgebäuden und dem Hotel direkt im Haupteingangsbereich des Stadtparks wurde 1980 zum Hannover Congress Centrum zusammengefasst.
Das Hotel wird von der Hotel am Stadtpark Beteiligungs-GmbH finanziert und geführt und wurde mit moderner Vorführtechnik für Tagungen und Kongresse ausgestattet. Im Jahr 2013 wurde das Hotel renoviert und eine neue Gastronomie eingerichtet.
2015 geriet das Hotel bundesweit in die Schlagzeilen, weil es die Zimmerreservierungen von AfD-Mitgliedern stornierte, die zum Bundesparteitag anreisen wollten. Als Begründung wurde die Sicherheit von Gästen und Mitarbeitern angesichts möglicher Konfrontationen bei den angekündigten Demonstrationen angeführt.

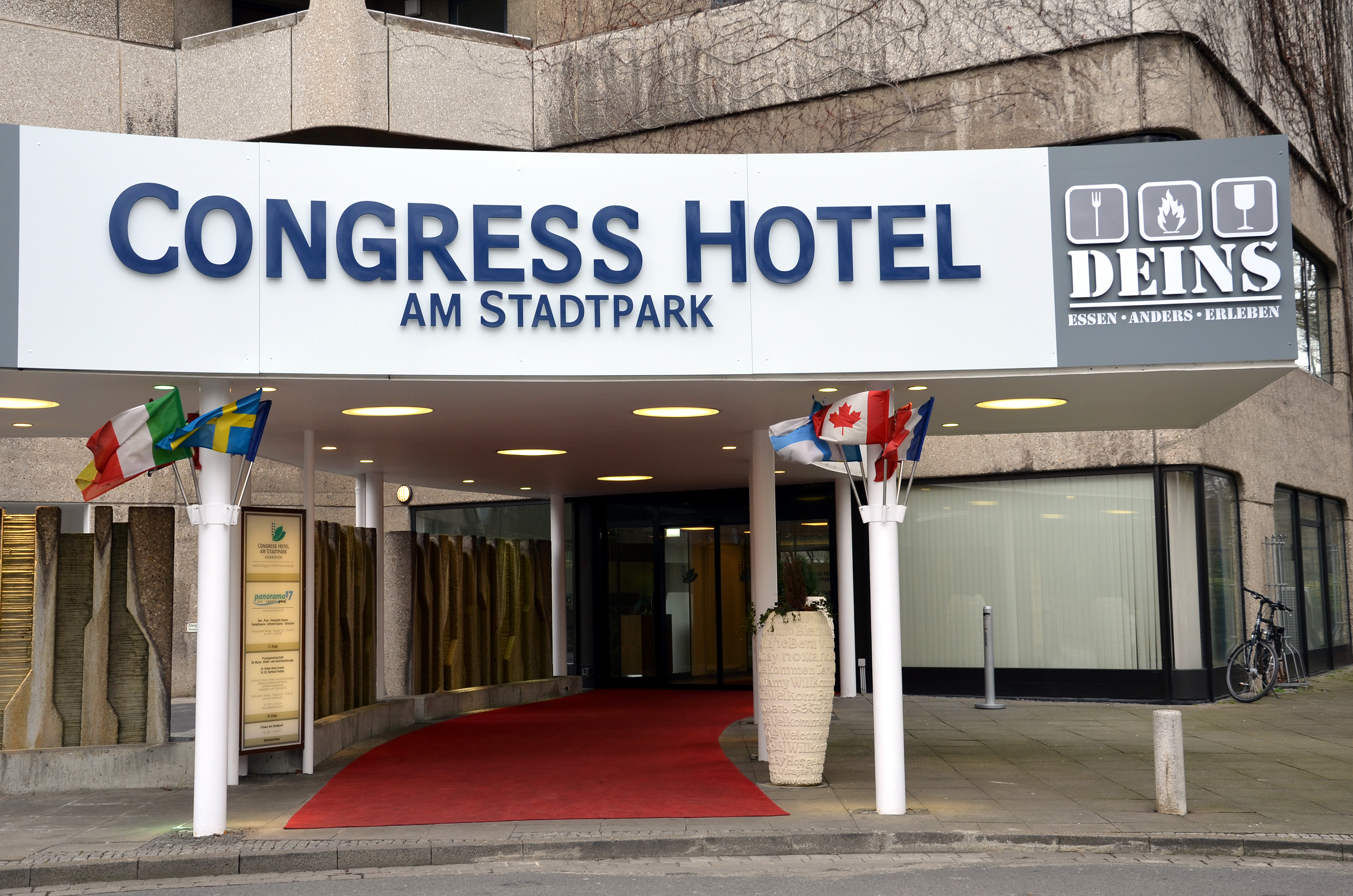
Eingangsbereich des Congress Hotels (2014)

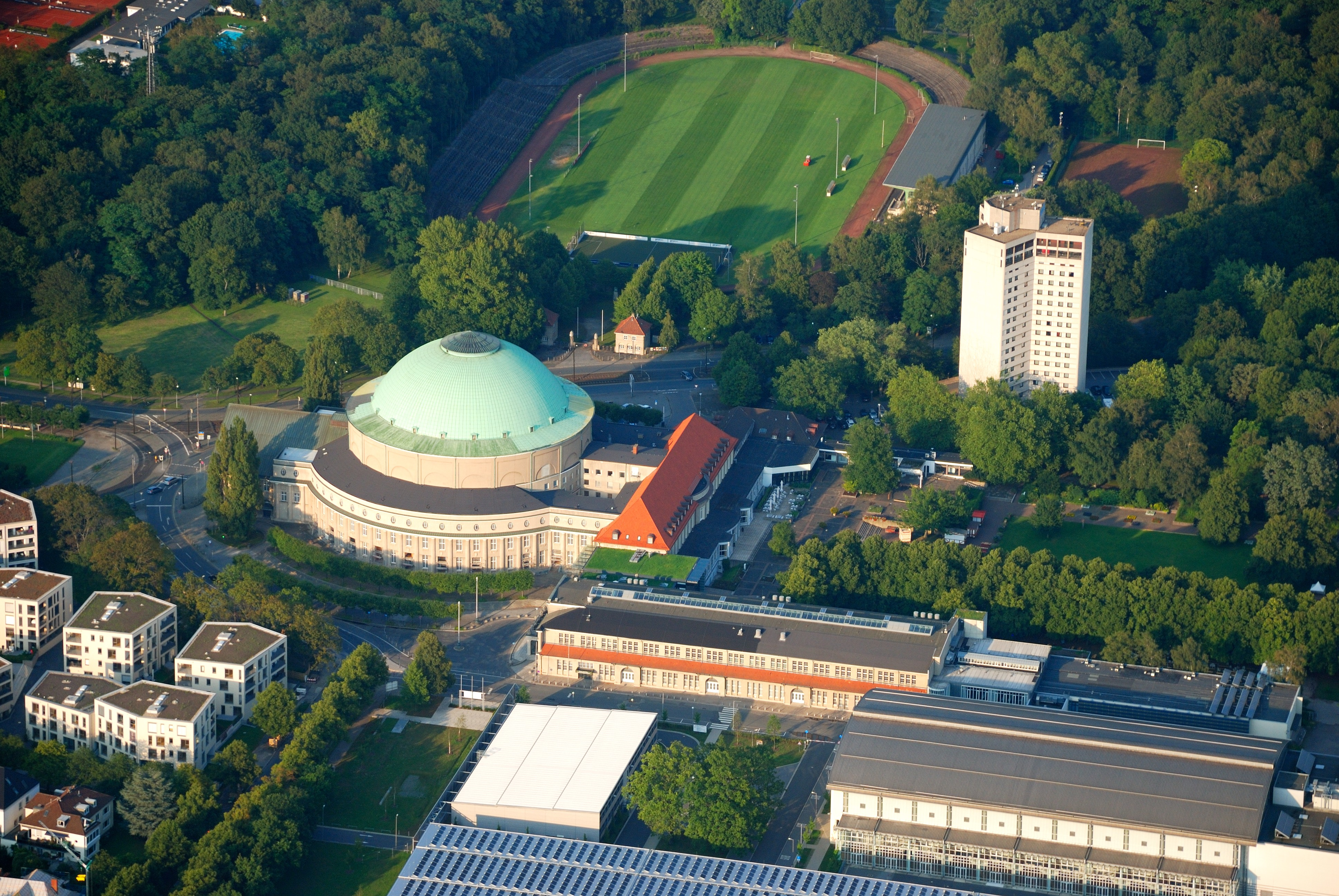
Hannover Congress Centrum (Luftbild 2014)

## Baubeschreibung
Das Gebäude aus Stahlbeton mit seinem Y-förmigen Grundriss steigt über 18 Stockwerke auf eine Höhe von 56 m. Das Vier-Sterne-Hotel verfügt über 258 Zimmereinheiten mit insgesamt rund 380 Betten. Ein Friseur im Untergeschoss des Hauses sowie in der 16. Etage eine Kiefernchirurgische/Zahnärztliche Praxis sind hier ebenfalls ansässig.